# جوردون ماكراي
جوردون ماكراي (بالإنجليزية: Gordon MacRae)‏ هو مغني وممثل أمريكي، ولد في 12 مارس 1921 في الولايات المتحدة، وتوفي بنفس المكان في 24 يناير 1986 بسبب سرطان الفم.

## أعمال

### أفلام
- (1955) أوكلاهوما

## وصلات خارجية
- جوردون ماكراي على موقع IMDb (الإنجليزية)
- جوردون ماكراي على موقع الموسوعة البريطانية (الإنجليزية)
- جوردون ماكراي على موقع ألو سيني (الفرنسية)
- جوردون ماكراي على موقع ميوزك برينز (الإنجليزية)
- جوردون ماكراي على موقع أول موفي (الإنجليزية)
- جوردون ماكراي على موقع قاعدة بيانات برودواي على الإنترنت (الإنجليزية)
- جوردون ماكراي على موقع قاعدة بيانات برودواي على الإنترنت (الإنجليزية)
- جوردون ماكراي على موقع قاعدة بيانات الأفلام السويدية (السويدية)
- جوردون ماكراي على موقع إن إن دي بي (الإنجليزية)
- جوردون ماكراي على موقع أول ميوزيك (الإنجليزية)